# Fischen
Fischen im Allgäu là một đô thị ở Oberallgäu bang Bayern thuộc nước Đức, nằm về phía bắc của Oberstdorf, cách đó 5,5 km.

## Du lịch
Fischen từ 2002 là một nơi nghỉ mát có 3200 giường cho khách du lịch và có khoảng 580.000 khách ngủ lại đêm mỗi năm (2020). Nơi đây là điểm đi dạo núi đồi và xe đạp. 

## Giao thông
Fischen từ năm 1888 đã được kết nối với mạng lưới xe lửa  trong đoạn Immenstadt–Oberstdorf. Fischen cũng nằm trên tuyến đường xe đạp Iller-Radweg, giữa Ulm và Oberstdorf.